# Pueblos Mágicos

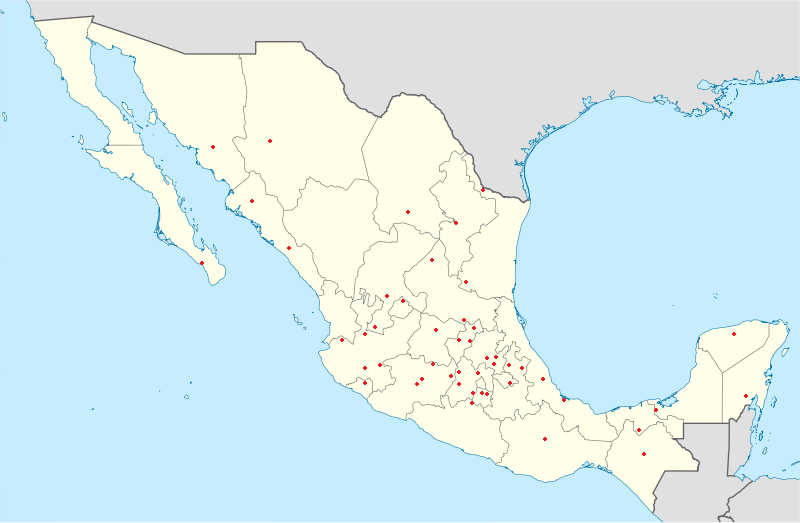
Mappa delle città inserite nel programma

Pueblos Mágicos ("Città magiche") è un programma lanciato nel 2001 dalla segreteria del Turismo del Messico. L'obiettivo di questo programma era dare un impulso al turismo in quelle tipiche piccole cittadine messicane, dove la popolazione mantiene da molto tempo un particolare e tradizionale stile di vita, tipicamente messicano.
La segreteria del turismo ha nominato Pueblos Mágicos numerosi centri abitati in tutto il territorio messicano, il carattere tipico di ogni cittadina varia a seconda della maggiore o minore influenza del passato indigeno, dell'antico impero coloniale spagnolo della preservazione delle secolari e ancestrali tradizione e degli importanti avvenimenti storici che possono essersi svolti in quei luoghi.
La segreteria del turismo contribuisce alla preservazione di questi luoghi riconoscendo lo sforzo dei suoi abitanti per preservare la ricchezza culturale e storica presente.

## Pueblos Mágicos
Di seguito la lista dei 177 siti che sono stati inseriti nel programma dei Pueblos Mágicos.
| Pueblos Mágicos (Messico) Localizzazione dei 177 pueblos mágicos del Messico. |

| Numero | Immagine | Località                                             | Stato                    | Data di iscrizione                                                       |
| ------ | -------- | ---------------------------------------------------- | ------------------------ | ------------------------------------------------------------------------ |
| 1      |          | Acaxochitlán                                         | Hidalgo                  | 26 giugno 2023                                                           |
| 2      |          | Aculco de Espinoza                                   | Messico                  | 25 settembre 2015                                                        |
| 3      |          | Ahuacatlán                                           | Nayarit                  | 26 giugno 2023                                                           |
| 4      |          | Ajijic                                               | Jalisco                  | 1 dicembre 2020                                                          |
| 5      |          | Álamos                                               | Sonora                   | 2005                                                                     |
| 6      |          | Amatlán de Cañas                                     | Nayarit                  | 26 giugno 2023                                                           |
| 7      |          | Amealco de Bonfil                                    | Querétaro                | 11 ottobre 2018                                                          |
| 8      |          | Angangueo                                            | Michoacán                | 20 marzo 2012                                                            |
| 9      |          | Aquismón                                             | San Luis Potosí          | 11 ottobre 2018                                                          |
| 10     |          | Arteaga                                              | Coahuila                 | 2012                                                                     |
| 11     |          | Atlixco                                              | Puebla                   | 25 settembre 2015                                                        |
| 12     |          | Bacalar                                              | Quintana Roo             | 2006                                                                     |
| 13     |          | Batopilas                                            | Chihuahua                | 2012                                                                     |
| 14     |          | Bernal                                               | Querétaro                | 2005                                                                     |
| 15     |          | Bustamante                                           | Nuevo León               | 11 ottobre 2018                                                          |
| 16     |          | Cadereyta de Montes                                  | Querétaro                | 2011                                                                     |
| 17     |          | Calvillo                                             | Aguascalientes           | 2012                                                                     |
| 18     |          | Candela                                              | Coahuila                 | 25 settembre 2015                                                        |
| 19     |          | Candelaria                                           | Campeche                 | 26 giugno 2023                                                           |
| 20     |          | Capulálpam de Méndez                                 | Oaxaca                   | 2007                                                                     |
| 21     |          | Casas Grandes                                        | Chihuahua                | 25 settembre 2015                                                        |
| 22     |          | Chiapa de Corzo                                      | Chiapas                  | 2012                                                                     |
| 23     |          | Chignahuapan                                         | Puebla                   | 2012                                                                     |
| 24     |          | Cholula (San Pedro y San Andrés)                     | Puebla                   | 2012                                                                     |
| 25     |          | Ciudad del Maíz                                      | San Luis Potosí          | 26 giugno 2023                                                           |
| 26     |          | Coatepec                                             | Veracruz                 | 2006                                                                     |
| 27     |          | Cocula                                               | Jalisco                  | 26 giugno 2023                                                           |
| 28     |          | Comala                                               | Colima                   | 2002                                                                     |
| 29     |          | Comitán de Domínguez                                 | Chiapas                  | 2012                                                                     |
| 30     |          | Comonfort                                            | Guanajuato               | 11 ottobre 2018                                                          |
| 31     |          | Compostela                                           | Nayarit                  | 11 ottobre 2018                                                          |
| 32     |          | Copainalá                                            | Chiapas                  | 26 giugno 2023                                                           |
| 33     |          | Córdoba                                              | Veracruz                 | 26 giugno 2023                                                           |
| 34     |          | Cosalá                                               | Sinaloa                  | 2005                                                                     |
| 35     |          | Coscomatepec de Bravo                                | Veracruz                 | 25 settembre 2015                                                        |
| 36     |          | Cotija                                               | Michoacán                | 26 giugno 2023                                                           |
| 37     |          | Cozumel                                              | Quintana Roo             | 26 giugno 2023                                                           |
| 38     |          | Creel                                                | Chihuahua                | 2007                                                                     |
| 39     |          | Cuatrociénegas de Carranza                           | Coahuila                 | 2012                                                                     |
| 40     |          | Cuetzalan                                            | Puebla                   | 2002                                                                     |
| 41     |          | Cuitzeo del Porvenir                                 | Michoacán                | 2006                                                                     |
| 42     |          | Dolores Hidalgo                                      | Guanajuato               | 2002                                                                     |
| 43     |          | El Fuerte                                            | Sinaloa                  | 2009                                                                     |
| 44     |          | El Oro de Hidalgo                                    | Messico                  | 2011                                                                     |
| 45     |          | El Rosario                                           | Sinaloa                  | 2012                                                                     |
| 46     |          | Espita                                               | Yucatán                  | 26 giugno 2023                                                           |
| 47     |          | Frontera                                             | Tabasco                  |                                                                          |
| 48     |          | General Cepeda                                       | Coahuila                 | 26 giugno 2023                                                           |
| 49     |          | General Terán                                        | Nuevo León               | 26 giugno 2023                                                           |
| 50     |          | General Zaragoza                                     | Nuevo León               | 26 giugno 2023                                                           |
| 51     |          | Guachochi                                            | Chihuahua                | 26 giugno 2023                                                           |
| 52     |          | Guadalupe                                            | Zacatecas                | 11 ottobre 2018                                                          |
| 53     |          | Guerrero                                             | Coahuila                 | 25 settembre 2015                                                        |
| 54     |          | Hidalgo del Parral                                   | Chihuahua                | 26 giugno 2023                                                           |
| 55     |          | Huamantla                                            | Tlaxcala                 | 2007                                                                     |
| 56     |          | Huasca de Ocampo                                     | Hidalgo                  | 2001                                                                     |
| 57     |          | Huauchinango                                         | Puebla                   | 25 settembre 2015                                                        |
| 58     |          | Huautla de Jiménez                                   | Oaxaca                   | 25 settembre 2015                                                        |
| 59     |          | Huejotzingo                                          | Puebla                   | 26 giugno 2023                                                           |
| 60     |          | Huichapan                                            | Hidalgo                  | 2012                                                                     |
| 61     |          | Isla Aguada                                          | Campeche                 | 1 dicembre 2020                                                          |
| 62     |          | Isla Mujeres                                         | Quintana Roo             | 25 settembre 2015                                                        |
| 63     |          | Ixcateopan de Cuauhtémoc                             | Guerrero                 | 26 giugno 2023                                                           |
| 64     |          | Ixtapan de la Sal                                    | Messico                  | 25 settembre 2015                                                        |
| 65     |          | Ixtenco                                              | Tlaxcala                 | 26 giugno 2023                                                           |
| 66     |          | Ixtlán del Río                                       | Nayarit                  | 26 giugno 2023                                                           |
| 67     |          | Izamal                                               | Yucatán                  | 2002                                                                     |
| 68     |          | Jala                                                 | Nayarit                  | 2012                                                                     |
| 69     |          | Jalpa de Cánovas                                     | Guanajuato               | 2012                                                                     |
| 70     |          | Jalpan de Serra                                      | Querétaro                | 2010                                                                     |
| 71     |          | Jerez                                                | Zacatecas                | 2007                                                                     |
| 72     |          | Jilotepec                                            | Messico                  | 27 settembre 2024                                                        |
| 73     |          | Jiquilpan de Juárez                                  | Michoacán                | 2012                                                                     |
| 74     |          | Juquila                                              | Oaxaca                   | 1 dicembre 2020                                                          |
| 75     |          | Lagos de Moreno                                      | Jalisco                  | 2012                                                                     |
| 76     |          | Linares                                              | Nuevo León               | 25 settembre 2015                                                        |
| 77     |          | Loreto                                               | Baja California Sur      | 2012                                                                     |
| 78     |          | Magdalena de Kino                                    | Sonora                   | 2012                                                                     |
| 79     |          | Malinalco                                            | Messico                  | 2010                                                                     |
| 80     |          | Maní                                                 | Yucatán                  | 1 dicembre 2020                                                          |
| 81     |          | Mapimí                                               | Durango                  | 2012                                                                     |
| 82     |          | Mascota                                              | Jalisco                  | 25 settembre 2015                                                        |
| 83     |          | Mazamitla                                            | Jalisco                  | 2005                                                                     |
| 84     |          | Mazunte                                              | Oaxaca                   | 25 settembre 2015                                                        |
| 85     |          | Metepec                                              | Messico                  | 2012                                                                     |
| 86     |          | Metztitlán                                           | Hidalgo                  | 26 giugno 2023                                                           |
| 87     |          | Mexcaltitán                                          | Nayarit                  | 2001                                                                     |
| 88     |          | Mier                                                 | Tamaulipas               | 2007                                                                     |
| 89     |          | Mineral de Pozos (San Pedro de los Pozos)            | Guanajuato               | 2012                                                                     |
| 90     |          | Mineral del Chico                                    | Hidalgo                  | 2011                                                                     |
| 91     |          | Mocorito                                             | Sinaloa                  | 25 settembre 2015                                                        |
| 92     |          | Motul                                                | Yucatán                  | 1 dicembre 2020                                                          |
| 93     |          | Múzquiz                                              | Coahuila                 | 11 ottobre 2018                                                          |
| 94     |          | Naolinco de Victoria                                 | Veracruz                 | 26 giugno 2023                                                           |
| 95     |          | Nochistlán de Mejía                                  | Zacatecas                | 2012                                                                     |
| 96     |          | Nombre de Dios                                       | Durango                  | 11 ottobre 2018                                                          |
| 97     |          | Ocozocoautla de Espinosa                             | Chiapas                  | 26 giugno 2023                                                           |
| 98     |          | Orizaba                                              | Veracruz                 | 25 settembre 2015                                                        |
| 99     |          | Otumba                                               | Messico                  | 27 settembre 2024                                                        |
| 100    |          | Pabellón de Hidalgo                                  | Aguascalientes           | 26 giugno 2023                                                           |
| 101    |          | Pahuatlán de Valle                                   | Puebla                   | 2012                                                                     |
| 102    |          | Palenque                                             | Chiapas                  | 25 settembre 2015                                                        |
| 103    |          | Palizada                                             | Campeche                 | 2010                                                                     |
| 104    |          | Papantla                                             | Veracruz                 | Dichiarato nel 2006, nel 2009 fu ritirata la nomina, recuperata nel 2012 |
| 105    |          | Paracho                                              | Michoacán                | 1 dicembre 2020                                                          |
| 106    |          | Parras de la Fuente                                  | Coahuila                 | 2004                                                                     |
| 107    |          | Pátzcuaro                                            | Michoacán                | 2002                                                                     |
| 108    |          | Pinal de Amoles                                      | Querétaro                | 26 giugno 2023                                                           |
| 109    |          | Pinos                                                | Zacatecas                | 2012                                                                     |
| 110    |          | Puerto Balleto                                       | Nayarit                  | 26 giugno 2023                                                           |
| 111    |          | Real de Asientos                                     | Aguascalientes           | 2006                                                                     |
| 112    |          | Real de Catorce                                      | San Luis Potosí          | 2001                                                                     |
| 113    |          | Real del Monte                                       | Hidalgo                  | 2004                                                                     |
| 114    |          | Salvatierra                                          | Guanajuato               | 2012                                                                     |
| 115    |          | San Blas                                             | Nayarit                  | 26 giugno 2023                                                           |
| 116    |          | San Carlos                                           | Sonora                   | 26 giugno 2023                                                           |
| 117    |          | San Cristóbal de Las Casas                           | Chiapas                  | 2003                                                                     |
| 118    |          | San Ignacio                                          | Sinaloa                  | 26 giugno 2023                                                           |
| 119    |          | San Joaquín                                          | Querétaro                | 25 settembre 2015                                                        |
| 120    |          | San José de Gracia                                   | Aguascalientes           | 25 settembre 2015                                                        |
| 121    |          | (San Juan Teotihuacán e San Martín de las Pirámides) | Messico                  | 25 settembre 2015/div>                                                   |
| 122    |          | San Pablo Villa de Mitla                             | Oaxaca                   | 25 settembre 2015                                                        |
| 123    |          | San Pedro y San Pablo Teposcolula                    | Oaxaca                   | 25 settembre 2015                                                        |
| 124    |          | San Sebastián del Oeste                              | Jalisco                  | 2011                                                                     |
| 125    |          | Santa Clara del Cobre                                | Michoacán                | 2010                                                                     |
| 126    |          | Santa María del Río                                  | San Luis Potosí          | 1 dicembre 2020                                                          |
| 127    |          | Santa Rosalía                                        | Bassa California del Sud | 26 giugno 2023                                                           |
| 128    |          | Santiago                                             | Nuevo León               | 2006                                                                     |
| 129    |          | Sayula                                               | Jalisco                  | 26 giugno 2023                                                           |
| 130    |          | Sayulita                                             | Nayarit                  | 25 settembre 2015                                                        |
| 131    |          | Sisal                                                | Yucatán                  | 1 dicembre 2020                                                          |
| 132    |          | Sombrerete                                           | Zacatecas                | 2012                                                                     |
| 133    |          | Tacámbaro de Codallos                                | Michoacán                | 2012                                                                     |
| 134    |          | Talpa de Allende                                     | Jalisco                  | 25 settembre 2015                                                        |
| 135    |          | Tapalpa                                              | Jalisco                  | 2002                                                                     |
| 136    |          | Tapijulapa                                           | Tabasco                  | 2010                                                                     |
| 137    |          | Taxco                                                | Guerrero                 | 2002                                                                     |
| 138    |          | Teapa                                                | Tabasco                  | 26 giugno 2023                                                           |
| 139    |          | Tecate                                               | Baja California          | 2012                                                                     |
| 140    |          | Tecozautla                                           | Hidalgo                  | 25 settembre 2015                                                        |
| 141    |          | Tekax                                                | Yucatán                  | 26 giugno 2023                                                           |
| 142    |          | Temacapulín                                          | Jalisco                  | 26 giugno 2023                                                           |
| 143    |          | Tepotzotlán                                          | Messico                  | 2002                                                                     |
| 144    |          | Tepoztlán                                            | Morelos                  | Dichiarato nel 2001, nel 2009 fu ritirata la nomina, recuperata nel 2010 |
| 145    |          | Tequila                                              | Jalisco                  | 2003                                                                     |
| 146    |          | Tequisquiapan                                        | Querétaro                | 2012                                                                     |
| 147    |          | Tetela de Ocampo                                     | Puebla                   |                                                                          |
| 148    |          | Teúl de González Ortega                              | Zacatecas                | 2011                                                                     |
| 149    |          | Teziutlán                                            | Puebla                   |                                                                          |
| 150    |          | Tierra Nueva                                         | San Luis Potosí          |                                                                          |
| 151    |          | Tlalpujahua                                          | Michoacán                | 2005                                                                     |
| 152    |          | Tlaltizapán de Zapata                                | Morelos                  | 26 giugno 2023                                                           |
| 153    |          | Tlaquepaque                                          | Jalisco                  | 11 ottobre 2018                                                          |
| 154    |          | Tlatlauquitepec                                      | Puebla                   | 2012                                                                     |
| 155    |          | Tlaxco                                               | Tlaxcala                 | 25 settembre 2015                                                        |
| 156    |          | Tlayacapan                                           | Morelos                  | 2011                                                                     |
| 157    |          | Todos Santos                                         | Baja California Sur      | 2006                                                                     |
| 158    |          | Tonatico                                             | Messico                  | 1 dicembre 2020                                                          |
| 159    |          | Tula                                                 | Tamaulipas               | 2011                                                                     |
| 160    |          | Tulum                                                | Quintana Roo             | 25 settembre 2015                                                        |
| 161    |          | Tzintzuntzán                                         | Michoacán                | 2012                                                                     |
| 162    |          | Ures                                                 | Sonora                   | 26 giugno 2023</div                                                      |
| 163    |          | Valladolid                                           | Yucatán                  | 2012                                                                     |
| 164    |          | Valle de Bravo                                       | Messico                  | 2005                                                                     |
| 165    |          | Viesca                                               | Coahuila                 | 2012                                                                     |
| 166    |          | Villa del Carbón                                     | Messico                  | 25 settembre 2015                                                        |
| 167    |          | Villanueva                                           | Zacatecas                | 26 giugno 2023                                                           |
| 168    |          | Xico                                                 | Veracruz                 | 2011                                                                     |
| 169    |          | Xicotepec                                            | Puebla                   | 2012                                                                     |
| 170    |          | Xilitla                                              | San Luis Potosí          | 2011                                                                     |
| 171    |          | Xochitepec                                           | Morelos                  | 26 giugno 2023                                                           |
| 172    |          | Yuriria                                              | Guanajuato               | 2012                                                                     |
| 173    |          | Zacatlán de las Manzanas                             | Puebla                   | 2011                                                                     |
| 174    |          | Zempoala                                             | Hidalgo                  | 1 dicembre 2020                                                          |
| 175    |          | Zihuatanejo                                          | Guerrero                 | 26 giugno 2023                                                           |
| 176    |          | Zimapán                                              | Hidalgo                  | 11 ottobre 2018                                                          |
| 177    |          | Zozocolco de Hidalgo                                 | Veracruz                 | 25 settembre 2015                                                        |